# Sega Worldwide Soccer 97
Sega Worldwide Soccer 97 (Sega Worldwide Soccer PC sur Windows et Victory Goal Worldwide Edition au Japon) est un jeu vidéo de sport (football) développé par Team Aquila et édité par Sega, sorti en 1996 sur Windows et Saturn.

## Système de jeu

### Équipes
Europe
| - Angleterre - Espagne - Italie - Suisse - Pologne - Norvège | - France - Roumanie - Danemark - Irlande - Croatie - Grèce | - Hollande - Bulgarie - Belgique - Galles - Turquie - Russie | - Allemagne - Portugal - Suède - Écosse - Irlande du Nord - Autriche |

| Afrique - Nigeria - Afrique du Sud - Cameroun - Égypte - Libéria - Maroc | Asie - Japon - Chine - Corée du Sud - Arabie Saoudite - Émirats Arabes Unis - Australie | Amérique du Nord - États-Unis - Canada - Mexique - Costa Rica - Salvador - Honduras | Amérique du Sud - Brésil - Colombie - Argentine - Uruguay - Bolivie - Paraguay |

## Accueil
- PC Jeux : 91 %[1]